# Teorie MOND
In fisica, la teoria MOND (MOdified Newtonian Dynamics) o dinamica newtoniana modificata propone una modifica della dinamica newtoniana (specificamente la seconda legge della dinamica
{\displaystyle F=ma} o la legge di gravitazione universale {\displaystyle F=-{\frac {GMm}{r^{2}}}}) per spiegare il problema delle curve di rotazione delle galassie a spirale. Essa fu proposta dal fisico israeliano Mordehai Milgrom in una serie di tre articoli nel 1983.

## Caratteristiche della teoria
La MOND introduce una nuova costante fondamentale, delle dimensioni di una accelerazione, che solitamente viene indicata con {\displaystyle a_{0}} e ha valore numerico di circa {\displaystyle 1,2\cdot 10^{-10}{\text{ m/s}}^{2}}, confrontabile con {\displaystyle H_{0}c}, il prodotto della costante di Hubble e della velocità della luce nel vuoto (una somiglianza, però, puramente numerica per la quale non è stata proposta ancora alcuna valenza fisica).
Secondo Milgrom, la seconda legge di Newton {\displaystyle {\bf {F}}=m{\bf {a}}} va modificata come segue:
{\displaystyle \mathbf {F} _{N}=m\mu \left({a \over a_{0}}\right)\mathbf {a} }
dove {\displaystyle |{\bf {a}}|=a} (valgono modifiche analoghe al campo gravitazionale qualora si intenda mantenere immutata l'inerzia e si voglia modificare l'andamento del campo). Ora {\displaystyle {\bf {F}}_{N}}è la forza newtoniana, {\displaystyle m} la massa (gravitazionale) dell'oggetto soggetto alla forza, {\displaystyle {\bf {a}}} la sua accelerazione e {\displaystyle \mu (x)} è una particolare funzione che prende il nome di funzione di interpolazione. Quest'ultima non ha una forma ben definita, ma è tale che
{\displaystyle \mu (x)={\begin{cases}1&{\text{se }}|x|\gg 1\\x&{\text{se }}|x|\ll 1\end{cases}}}
ed insieme alla costante {\displaystyle a_{0}}fornisce la giusta linea di demarcazione tra il regime newtoniano e quello "deep-MOND". Infatti, se {\displaystyle a\gg a_{0}} allora {\displaystyle \mu \left({\frac {a}{a_{0}}}\right)\rightarrow 1} e la legge precedente si riconduce a quella proposta da Newton: {\displaystyle {\bf {F}}=m{\bf {a}}}; se però {\displaystyle a\ll a_{0}} allora {\displaystyle \mu \left({\frac {a}{a_{0}}}\right)\rightarrow {\frac {a}{a_{0}}}} ed essa diviene quadratica nell'accelerazione: {\displaystyle F_{N}=m{\frac {a^{2}}{a_{0}}}}.
Come detto prima, la funzione di interpolazione non è ben specificata ed occorre determinarla empiricamente. Due scelte comuni di tale funzione sono la funzione di interpolazione standard:
{\displaystyle \mu (x)={\sqrt {\frac {1}{1+\displaystyle {\frac {1}{x^{2}}}}}}={\frac {x}{\sqrt {1+x^{2}}}}}
e la funzione di interpolazione semplice:
{\displaystyle \mu (x)={\frac {1}{1+\displaystyle {\frac {1}{x}}}}={\frac {x}{1+x}}}.

## Motivazioni
La MOND nasce per risolvere il problema delle curve di rotazione delle galassie a spirale, inizialmente sollevato da Fritz Zwicky nel 1933 studiando l'ammasso della Chioma, in modo alternativo rispetto alla materia oscura. È infatti possibile misurare la velocità del gas (osservato in particolare nel radio) che orbita attorno ad una galassia spirale, fino a distanze molto grandi dal centro galattico, per mezzo di tecniche spettroscopiche. La previsione teorica, basata sulla legge di Keplero, fornisce un andamento della velocità decrescente con la distanza dal centro:
{\displaystyle v\propto r^{-{\frac {1}{2}}}}.
I dati osservativi mostrano tuttavia che l'andamento è diverso dal previsto: la velocità tende ad una costante a grande distanza dal centro galattico.

Confronto tra le curve di rotazione aspettate e quelle teoriche di una tipica galassia a spirale (Andromeda).

Le leggi di Newton, esistenti da centinaia di anni, si basano su solidissime prove sperimentali, ma molti parametri dei sistemi galattici, come masse, momenti angolari, distanze ed accelerazioni, possono assumere valori di vari ordini di grandezza diversi rispetto a quelli dei test in laboratorio o nel sistema solare. Pensare ad un'alternativa alla legge di Newton su queste scale potrebbe costituire quindi una soluzione alternativa al problema.
Vediamo ora come la teoria MOND riesca a spiegare bene il fenomeno della piattezza delle curve di rotazione. Supponiamo che un corpo di prova di massa {\displaystyle m} si muova di moto circolare attorno al centro galattico ({\displaystyle a=v^{2}/r}) e che a grandi distanze da esso sia in regime di MOND ({\displaystyle a\ll a_{0}}). Siccome l’accelerazione gravitazionale subita dal corpo è {\displaystyle g_{N}=GM/r^{2}}, con {\displaystyle M} la massa della galassia, segue che:
{\displaystyle g_{N}=\mu \left({\frac {a}{a_{0}}}\right)a\quad \longrightarrow \quad {\frac {GM}{r^{2}}}={\frac {a^{2}}{a_{0}}}={\frac {v^{4}}{a_{0}r^{2}}}}
ovvero:
{\displaystyle v_{\infty }={(GMa_{0})}^{\frac {1}{4}}},
che è appunto costante. Qui {\displaystyle v_{\infty }} sta ad indicare che la velocità di rotazione è valutata a grandi distanze.
Strettamente collegata all'equazione precedente è la cosiddetta relazione barionica di Tully-Fisher (BTFR) {\displaystyle M\propto v_{max}^{4}} che esprime come varia la massa barionica totale (somma delle masse di tutte le stelle e del gas) in funzione della velocità asintotica a grandi distanze.

## Matematica di MOND
Nella Dinamica Newtoniana Modificata non-relativistica, l'equazione di Poisson
{\displaystyle \nabla ^{2}\Phi _{N}=4\pi G\rho }
(dove {\displaystyle \Phi _{N}} è il potenziale gravitazionale e {\displaystyle \rho } è la distribuzione di densità) viene modificata in
{\displaystyle \nabla \cdot \left[\mu \left({\frac {\left\|\nabla \Phi \right\|}{a_{0}}}\right)\nabla \Phi \right]=4\pi G\rho }
dove {\displaystyle \Phi } è il potenziale MOND. Questa equazione va risolta con le condizioni al contorno {\displaystyle \left\|\nabla \Phi \right\|\rightarrow 0} per
{\displaystyle \left\|\mathbf {r} \right\|\rightarrow \infty }.
Non è importante la forma esatta di {\displaystyle \mu (x)} ma è necessario che abbia le caratteristiche {\displaystyle \mu (x)\sim 1} per {\displaystyle x\gg 1} (limite Newtoniano) e {\displaystyle \mu (x)\sim x} per {\displaystyle x\ll 1} (limite MOND).
Nel caso del limite MOND, l'equazione di Poisson andrebbe scritta come:
{\displaystyle \nabla \cdot \left[{\frac {\left\|\nabla \Phi \right\|}{a_{0}}}\nabla \Phi -\nabla \Phi _{N}\right]=0}
che si semplifica in
{\displaystyle {\frac {\left\|\nabla \Phi \right\|}{a_{0}}}\nabla \Phi -\nabla \Phi _{N}=\nabla \times \mathbf {h} \,.}
Il vettore {\displaystyle \mathbf {h} } non è noto, ma è nullo nel caso la distribuzione di densità sia sferica, cilindrica o piana. In questo caso il campo di accelerazione MOND è dato dalla formula
{\displaystyle \mathbf {g} _{M}=\mathbf {g} _{N}{\sqrt {\frac {\displaystyle a_{0}}{\left\|\mathbf {g} _{N}\right\|}}}}
dove {\displaystyle \mathbf {g} _{N}} è il normale campo Newtoniano.

## L'Effetto di Campo Esterno
Una delle conseguenze più sottili della MOND è il cosiddetto Effetto di Campo Esterno (o External Field Effect nella letteratura specialistica anglosassone). Milgrom notò che alcuni ammassi globulari aperti, che si trovano nel vicinato del Sole nella Via Lattea, non mostrano le tipiche caratteristiche che ci si aspetterebbe se MOND fosse valida, visto che le accelerazioni interne sono molto basse, dell'ordine di {\displaystyle 10^{-10}} m·s-2. Milgrom postulò che ciò fosse dovuto al fatto che MOND violerebbe il principio di equivalenza forte in modo che la dinamica interna di un sistema autogravitante debolmente legato sarebbe influenzata dalla presenza di un campo esterno, anche se uniforme.

## Problemi[3]
Il problema più serio della teoria di Milgrom è che non può eliminare completamente la necessità di materia oscura in tutti i sistemi astrofisici: i cluster di galassie mostrano infatti una discrepanza di massa residua anche se analizzati usando la teoria MOND (anche se 5 volte inferiore rispetto a quella postulata dalla dinamica newtoniana e non per forza non barionica), togliendo così una certa eleganza alla teoria. È stato ipotizzato che neutrini di 2 eV possano spiegare le osservazioni del cluster in modo da preservare i successi della teoria sulla scala della galassia.

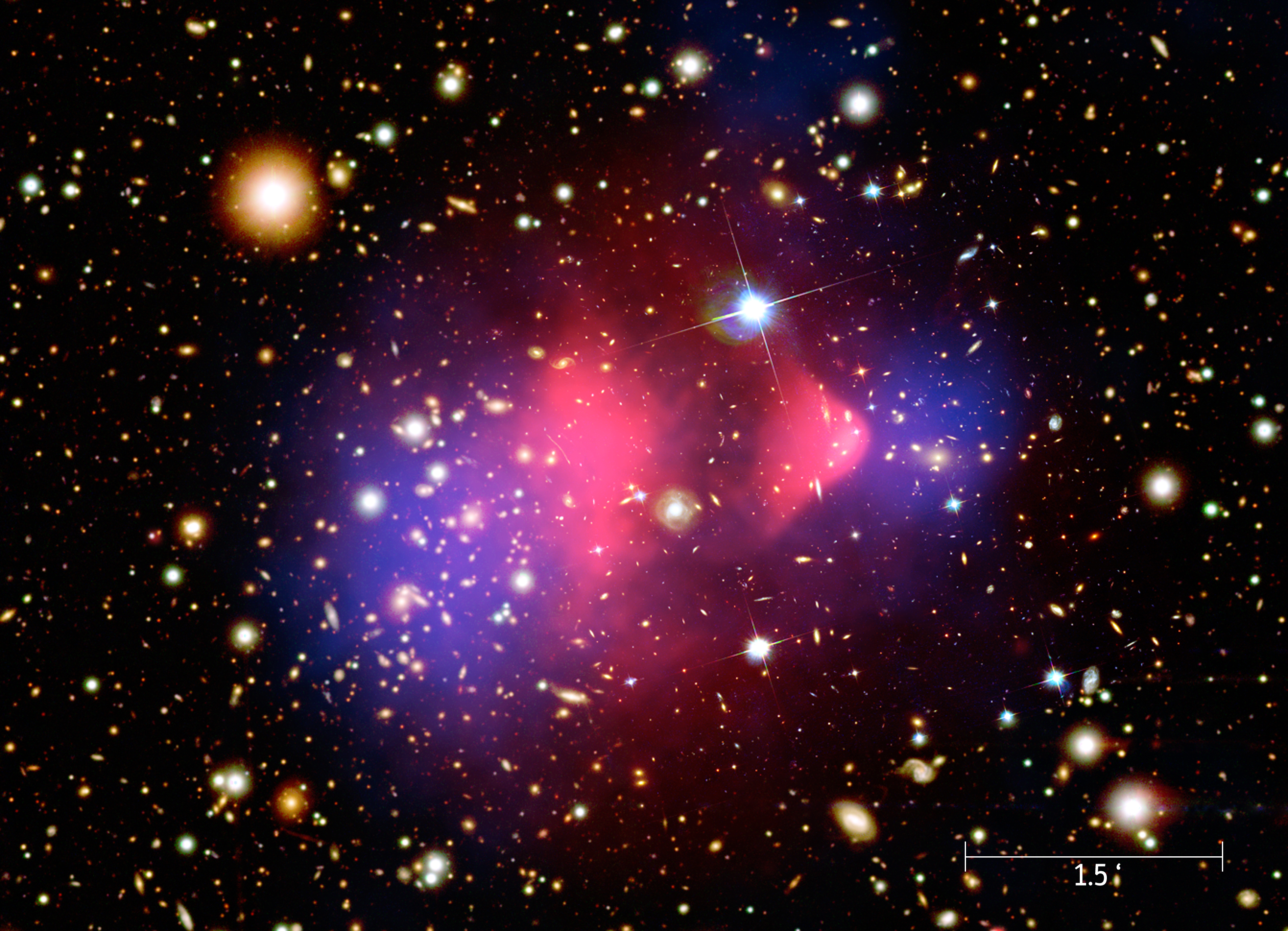
Immagine composita del Bullet Cluster. In rosso si può osservare la materia barionica che ha risentito dell'urto, mentre in blu l'alone di materia oscura non collisionale.

L'osservazione del 2006 di una coppia di ammassi di galassie in collisione nota come "Bullet Cluster", rappresenta una sfida significativa per tutte le teorie che propongono una soluzione di gravità modificata per il problema di massa mancante, tra cui MOND. Gli astronomi hanno misurato la distribuzione della massa stellare e del gas nei cluster usando luce visibile e raggi X e mappato la densità della materia oscura ipotizzata sfruttando le lenti gravitazionali. In MOND ci si aspetterebbe che la massa mancante sia centrata sulla massa visibile. Nel modello ΛCDM, d'altra parte, ci si aspetterebbe che la materia oscura si distingua significativamente dalla massa visibile perché gli aloni dei due cluster in collisione passerebbero l'uno attraverso l'altro (presupponendo, come è convenzionale, che la materia oscura non abbia collisione), mentre il gas del cluster interagirebbe e finirebbe al centro.
Diversi altri studi hanno rilevato, ad esempio, che la MOND offre scarso adattamento al profilo di dispersione della velocità degli ammassi globulari e al profilo di temperatura dei cluster di galassie, che sono necessari valori diversi di {\displaystyle a_{0}} per concordare le curve di rotazione di galassie diverse, e che la MOND è naturalmente inadatta a costituire la base di una teoria della cosmologia.
Oltre a questi problemi di osservazione, le teorie della dinamica modificata sono afflitte da difficoltà teoriche. Per creare una teoria con un limite non relativistico non newtoniano occorrono diverse aggiunte apposite (e quindi non eleganti) alla relatività generale; l’insieme di versioni diverse della teoria offre previsioni divergenti in semplici situazioni fisiche (rendendo difficile testare la struttura in modo definitivo), e alcune formulazioni hanno sofferto a lungo di scarsa compatibilità con principi fisici prediletti come le leggi di conservazione.
La MOND gode di consenso molto ridotto da parte comunità scientifica: la MOND ha significato nelle galassie e non al di fuori di queste, la materia oscura ha un ruolo sia al di fuori che all'interno delle galassie.
Gli astrofisici si dividono sulla soluzione alla modifica delle leggi della dinamica, sebbene questa complementarità ponga le basi per una nuova fisica da scoprire. In ogni caso l'atteggiamento dei più è riconoscere alla MOND almeno il merito di essere falsificabile, come ogni teoria scientifica.